# Rue de l'Arbre-Sec (Paris)
Pour les articles homonymes, voir Rue de l'Arbre-Sec.
La rue de l’Arbre-Sec est une voie du 1er arrondissement de Paris.

## Situation et accès
La rue débute rue des Prêtres-Saint-Germain-l'Auxerrois et place de l'École et se termine rue Saint-Honoré.
Elle est accessible par les stations de métro Louvre - Rivoli (ligne 1) et Pont-Neuf (ligne 7).

## Origine du nom
Plusieurs hypothèses sont faites quant à l'origine du nom de la rue :
- ce nom proviendrait de l’enseigne d’un drapier qui s’y trouvait, enseigne représentant un arbre dépourvu de feuilles[1],[2],[3],[4]; cette enseigne, ou celle qui lui a succédé, se trouve aujourd'hui au musée Le Secq des Tournelles à Rouen[5],[6] ;
- le surnom d'« arbre sec » aurait été donné au gibet qui servait à pendre les condamnés et qui se trouvait à l'extrémité nord de la rue, sur l'ancienne place de la Croix-du-Trahoir, à l'angle de la rue Saint-Honoré[7],[2] ;
- rue de l'Arbre-Sec serait la déformation de « rue de l'Arbre-Sel » comme aurait été dénommée la rue au XIIIe siècle en référence à un chêne situé dans cette rue qui, un matin d'hiver, se trouva couvert de givre, donnant l'impression qu'il était couvert de sel[2].
- On peut aussi citer l'Arbre sec de la Bible : « Je suis le Seigneur qui … dessèche l'arbre vert et fait refleurir l'arbre sec » (Ézéchiel, 17:24).

## Historique
La rue de l'Arbre-Sec, attestée au XIIIe siècle, se trouvait pour sa partie méridionale à l'intérieur de l'enceinte carolingienne de Paris construite au Xe siècle, dont les restes comblés du fossé ont été retrouvés au croisement de la rue avec celle de Rivoli lors de fouilles en 2009,.

Cette voie est citée dans le Cartulaire de l'église Notre-Dame de Paris à propos d'une censive datée du 31 janvier 1295 « vico Arboris Siccæ, juxta granchiam episcopalem Sancti Germani »:
Gillie, veuve de feu Robert, boulanger, et Geoffroy, son fils, déclarent avoir accepté de Simon, évêque de Paris, un cens annuel et perpétuel de 16 livres parisis pour le four de ce même évêque sis dans la rue de l'Arbre Sec, près de la grange épiscopale de St Germain, ainsi que pour une maison contiguë à ce même four...
Elle est citée dans Le Dit des rues de Paris, de Guillot de Paris, sous la forme « rue de l'Arbre Sel ».
Elle est citée dans un manuscrit de l'abbaye Sainte-Geneviève de 1450 sous le nom de « rue de l'Arbre-sec ».

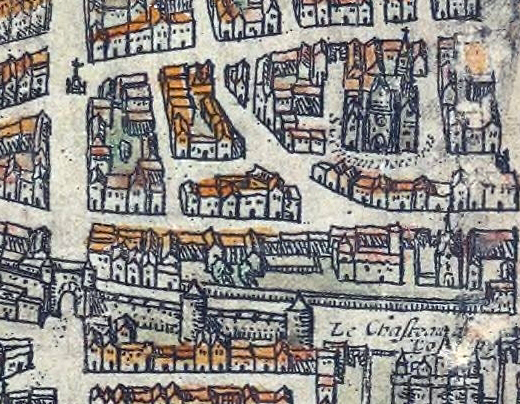
Rue de l'Arbre-Sec (en haut de l'image) avec la Croix-du-Trahoir à l'intersection avec la rue Saint-Honoré (à gauche) vers 1530 (plan de Braun et Hogenberg).

Elle est citée sous le nom de « rue de l'Abre secq », dans un manuscrit de 1636 dont le procès-verbal de visite, en date du 22 avril 1636, indique qu'elle est « salle, boueuse et remplie d'immundices et de plus avons particulièrement veu quantité de fumiers compiliez avec boues, qui arrestent le cours des eaues des ruisseaux ».
Le 26 aout 1648, René Potier de Blancmesnil dit le « Président de Blancmesnil », et Pierre Broussel, conseillers au Parlement de Paris et opposants aux nouvelles taxes proposées  par Mazarin sont arrêtés. Cette arrestation provoque une émeute rue de l'Arbre-Sec et la Journée des barricades.
En 1702, la rue, qui fait partie du quartier du Louvre, comporte 84 maisons et 18 lanternes.
En 1720, la Bourse de Paris s'y installe, afin de soulager les riverains de la rue Quincampoix, où la spéculation s'agitait sous les fenêtres de la Compagnie du Mississippi.
Sur le plan gravé par Guillaume Dheulland en 1756, la rue est désignée, sans doute par erreur, sous le nom de « rue de Bre-Sec ».

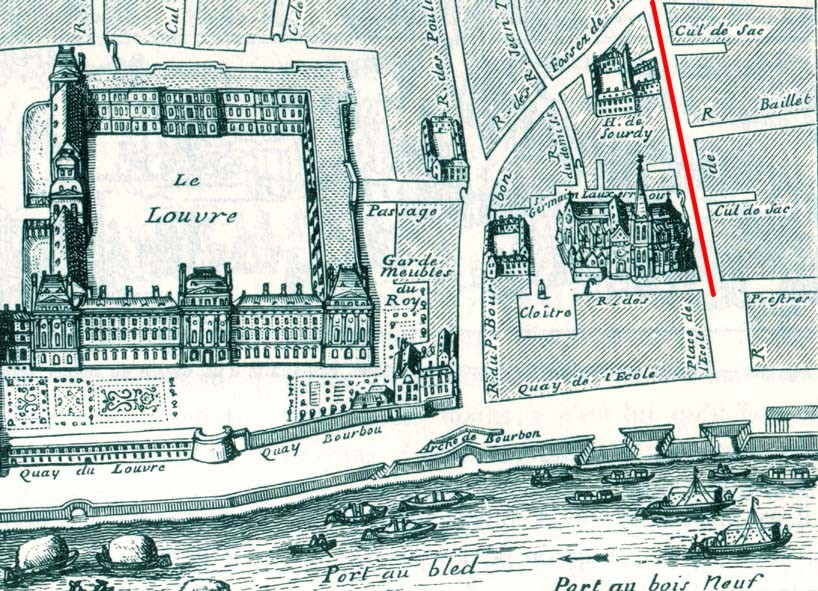
Rue de l'Arbre-Sec sur un ancien plan de Paris (av.1719).

En 1648, au début de la guerre civile de la Fronde, la rue de l'Arbre-Sec fut le théâtre d'une émeute causée par l'arrestation de deux conseillers au parlement de Paris, René Potier de Blancmesnil et Pierre Broussel, qui s'étaient fait remarquer par leur courage à défendre les lois, en résistant aux empiétements du cardinal Mazarin.
Irritée de l'opposition de ces magistrats, dont l'influence entraînait la majorité de leur compagnie, la reine de France Anne d'Autriche, par les conseils de son ministre, eut l'imprudence de les faire arrêter, le 26 août 1648. Dès que le peuple de Paris connut l'emprisonnement des deux conseillers, des attroupements se formèrent.
La sévérité dont on usa pour les dissiper, le sang qui fut versé, augmentèrent à tel point l'animosité, qu'on vit alors presque tous les habitants de Paris s'armer pour en tirer vengeance. Dans toutes les rues, des chaînes sont tendues. Plus de deux cents barricades, ornées de drapeaux, sont fortifiées aux cris de : « Vive le Roi ! point de Mazarin ! »
Le parlement vint en corps au Palais-Royal demander la liberté des prisonniers. Le premier président Mathieu Molé porta la parole. Il représenta à la régente que cette concession était le seul moyen de calmer le mécontentement général, en dissipant à l'instant le feu de la rébellion. Anne d'Autriche refusa avec beaucoup d'aigreur, en disant « que les membres du parlement étaient les vrais auteurs de la sédition par leur désobéissance aux ordres de la cour ». Une seconde tentative de la part du premier président n'eut pas un meilleur résultat. Les membres du parlement, ainsi congédiés, s'en retournent à pied à leur palais. Ils parviennent sans peine jusqu'à la troisième barricade qui se trouvait à la Croix-du-Trahoir où ils sont arrêtés. Un marchand armurier de la rue Saint-Honoré, nommé Raguenet, capitaine de la garde bourgeoise de ce quartier, saisit le premier président par le bras et appuyant un pistolet sur le visage de Mathieu Molé lui dit : « Tourne, traître, si tu ne veux être massacré toi et les tiens ; ramène-nous Broussel, ou le Mazarin et le chancelier en otages ! »

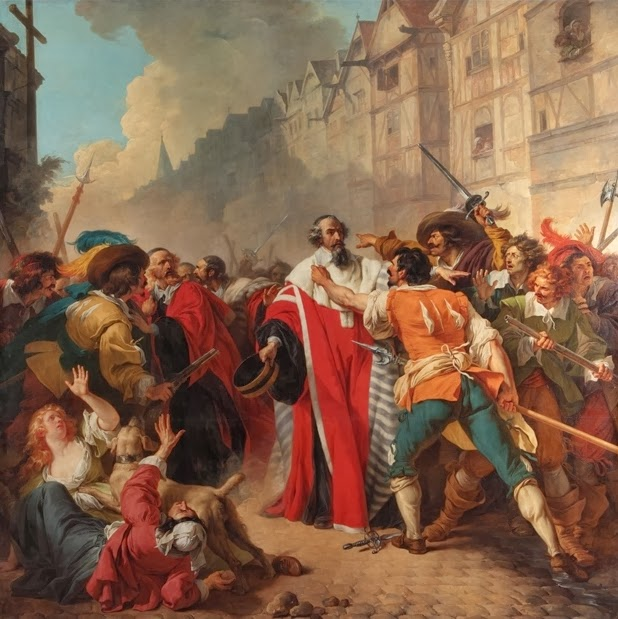
François-André Vincent, Molé et les factieux (1779).

Molé, sans se déconcerter écarte le pistolet, et, conservant toute la dignité de la magistrature, rallie les membres effrayés dé sa compagnie, et retourne au Palais-Royal à petits pas au milieu des injures et des blasphèmes de ce peuple en colère. Pour la troisième fois, il expose à la régente l'irritation des esprits et la résistance que sa compagnie vient d'éprouver dans la rue de l'Arbre-Sec. La reine fait encore des difficultés. Le parlement, pour délibérer sur ce nouveau refus, tint séance dans la galerie du Palais-Royal. Le duc d'Orléans, Gaston de France, et le cardinal Mazarin assistèrent à cette conférence.
Il fut décidé que les conseillers arrêtés seraient rendus à la liberté. La régente y consentit enfin. L'ordre en est expédié sur-le-champ. Cette décision fut aussitôt signifiée au peuple mais les Parisiens, peu confiants en la sincérité de la cour, déclarèrent qu'ils resteraient armés jusqu'à ce qu'ils vissent Broussel en liberté. Ce conseiller parut le lendemain matin alors, des salves d'artillerie se firent entendre. La joie publique se manifesta par de bruyantes acclamations. Le peuple porta ce magistrat en triomphe jusqu'à sa maison. Ainsi se termina la fameuse journée du 27 août de l'année 1648, connue dans l'Histoire sous le nom de journée des Barricades.
Une décision ministérielle du 13 floréal an IX (3 mai 1801), signée Chaptal, fixe la largeur de cette voie publique à 11 mètres. Une ordonnance royale du 23 juillet 1828 la porte à 12 mètres.
Dans les années 1950, cette rue qui reliait la Samaritaine aux Halles, était l'une des plus passantes du quartier.

## Bâtiments remarquables et lieux de mémoire
- No 8 : emplacement, en 1821 de l'établissement de Dame Carcel, veuve de Bertrand Guillaume Carcel, et de son gendre Zier, marchands de lampes dites Carcel (par brevet d'invention).

La rue de l'Arbre-Sec, à la suite du percement de la rue de Rivoli, comprend deux parties de part et d'autre de cette voie.
Le chevet de l'église Saint-Germain-l'Auxerrois offre sur la rue de l'Arbre-Sec une curiosité : le pourtour de la chapelle centrale est décoré d'une frise constituée de tronçons de carpes (têtes, corps et queues). Cette chapelle, financée par un riche drapier du nom de Tronson, date de 1505.

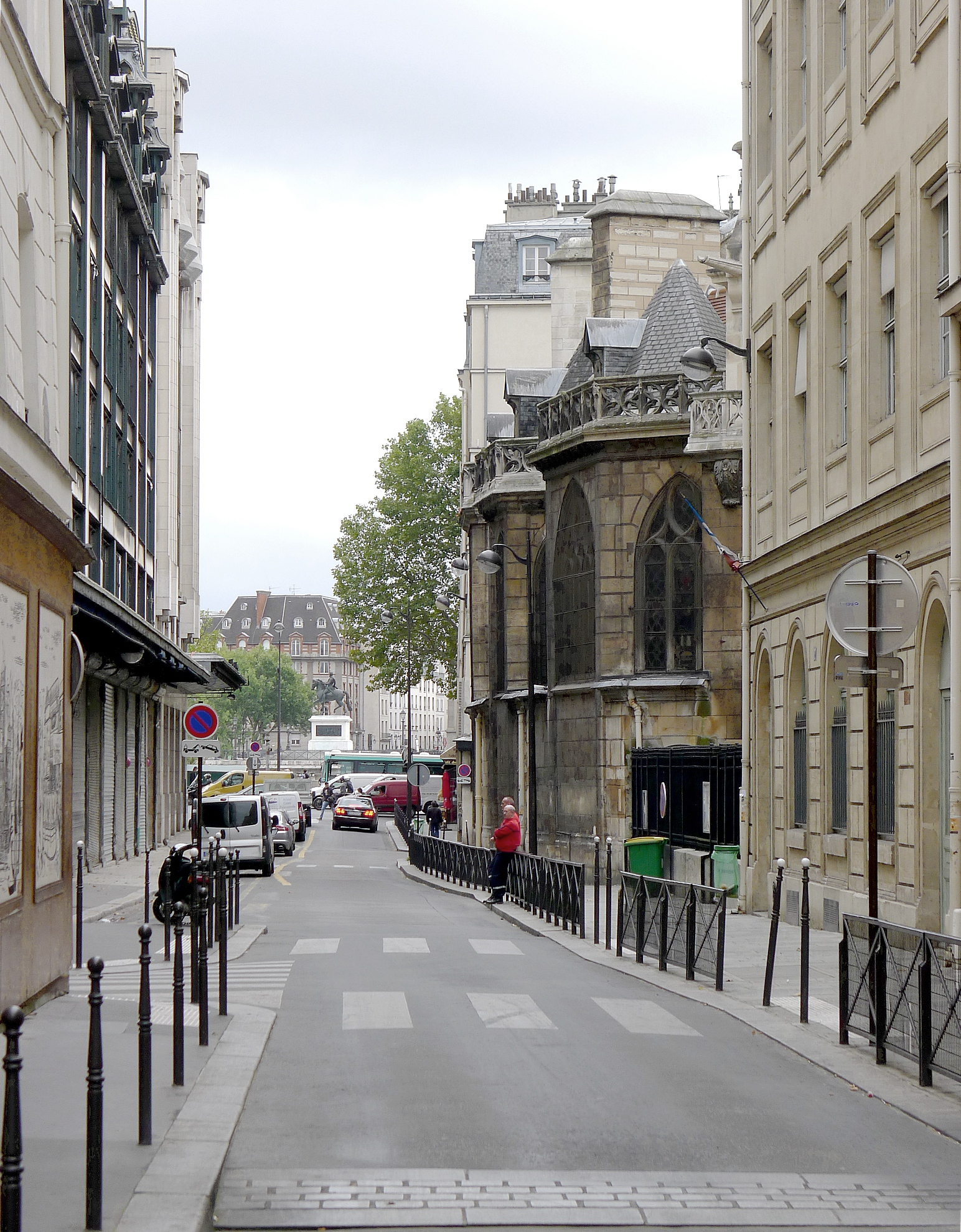
Rue de l'Arbre-Sec au niveau de l'église Saint-Germain-l'Auxerrois.
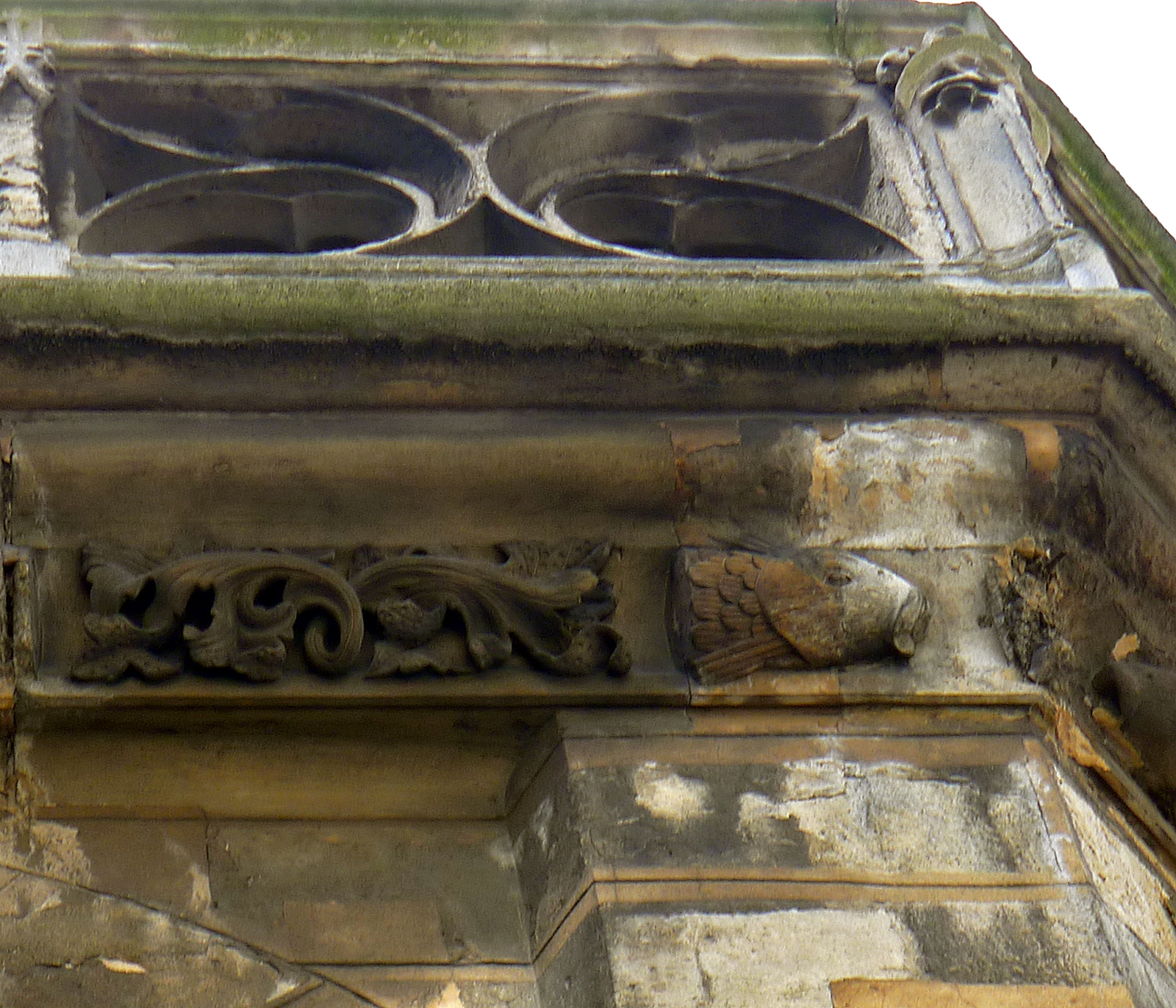
Les carpes de église Saint-Germain-l'Auxerrois.
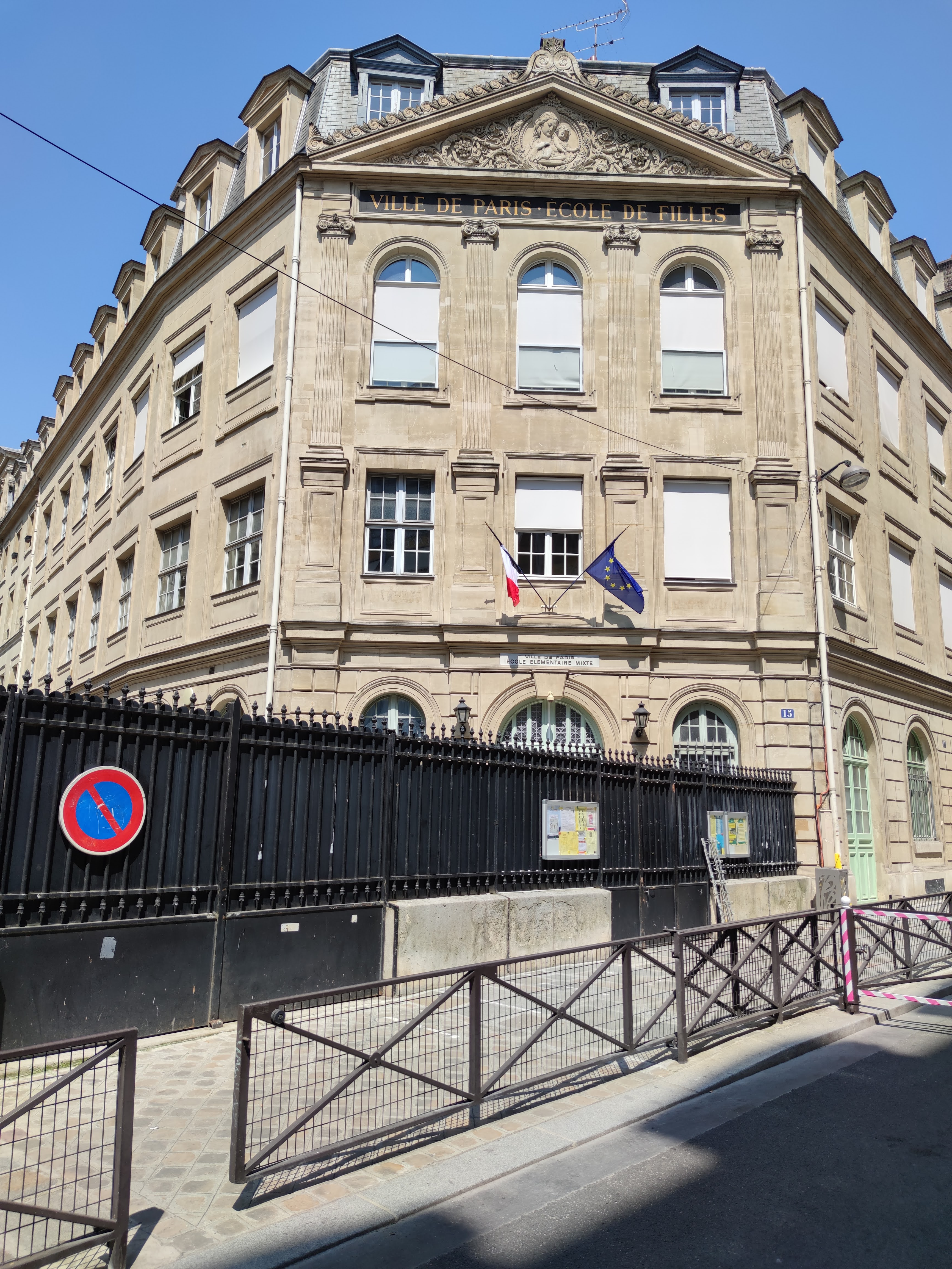
No 15 : école élémentaire publique.

- Nos 14 et 16 : entre ces deux numéros débouchait autrefois l'impasse des Provençaux et, au niveau du no 17, commençait le cloître Saint-Germain-l'Auxerrois[2].
- Nos 15-17-19 : école élémentaire publique ; ancienne école de filles, comme le rappelle une inscription en façade ; en 1906, le Conservatoire populaire de Mimi-Pinson y donne des cours de musique, de diction et de danse gratuits, « réservés aux employées et aux ouvrières parisiennes »[15].
- No 15 (précédemment  no 3 et, antérieurement à 1805, no 43) : emplacement, de 1768 à 1824, de la maison Belot, fabricants et marchands de couleurs et de couleurs fines, marchands de tableaux, restaurateurs et fournisseurs de matériel pour artistes, fondée en 1768 par Michel Belot dont la fille Louise-Elisabeth épousa en 1785 le peintre Martin Drolling (1752-1817), veuf depuis 1781[16]. L'ancienne maison Belot eut pour successeurs Vallé & Bourniche (1825-1841) puis la famille Vallé (1841-1846) et enfin Bellavoine qui quitta la rue de l'Arbre-Sec vers le début des années 1870 pour installer son établissement 3, rue des Grands-Augustins[17].
- No 21 :  à ce numéro se trouvait la façade arrière de l'hôtel Sourdis dont une entrée de service était située au no 25 où subsiste l'ancienne impasse Courbaton[2], fermée par une porte grillée. Cette impasse, qui existait déjà au XIIIe siècle, communiquait avec l'impasse Sourdis, dont l'entrée se trouvait rue des Fossés-Saint-Germain-l'Auxerrois. L'hôtel Sourdis appartenait à la fin du XVe siècle à la marquise de Sourdis, née Isabelle Babou de la Bourdaisière, tante maternelle de Gabrielle d'Estrées. L'hôtel avait un accès au cloître Saint-Germain-l'Auxerrois et par là à la maison dite de Doyenne, habitée par la maîtresse d'Henri IV, et où celle-ci mourut le 9 avril 1549 en revenant de chez le financier Zamet[18].
En face de l'impasse Courbaton se trouvait le cul-de-sac de la Petite-Bastille[2].
- No 23 : musée en Herbe.
- Au carrefour rue de l'Arbre-Sec (nos 25-27, non) et rue Saint-Honoré (no 111) se trouve la fontaine de la Croix-du-Trahoir qui date du XVIIe siècle. La Croix-du-Trahoir, érigée sur la même place, a quelque célébrité dans les annales des exécutions judiciaires. C'est là qu'étaient mis à mort les condamnés de la juridiction de Saint-Germain-l'Auxerrois. En 1661, David Chaillou y a eu l'exclusivité de la vente du chocolat chaud. Le privilège lui avait été accordé par Mazarin en 1659 pour 29 ans.
- La rue possède plusieurs autres bâtiments répertoriés aux monuments historiques, notamment la façade de l'hôtel de François de Trudon, au no 52.
- Catherine Grallot (morte en 1538) résidait rue de l'Arbre-Sec à l'enseigne de l'Arbre-Sec[19]. L'enseigne de l'Arbre-Sec, ou plutôt celle qui la remplaça vers 1600, se trouve aujourd'hui à Rouen au musée Le Secq des Tournelles[5],[6].

Monuments historiques
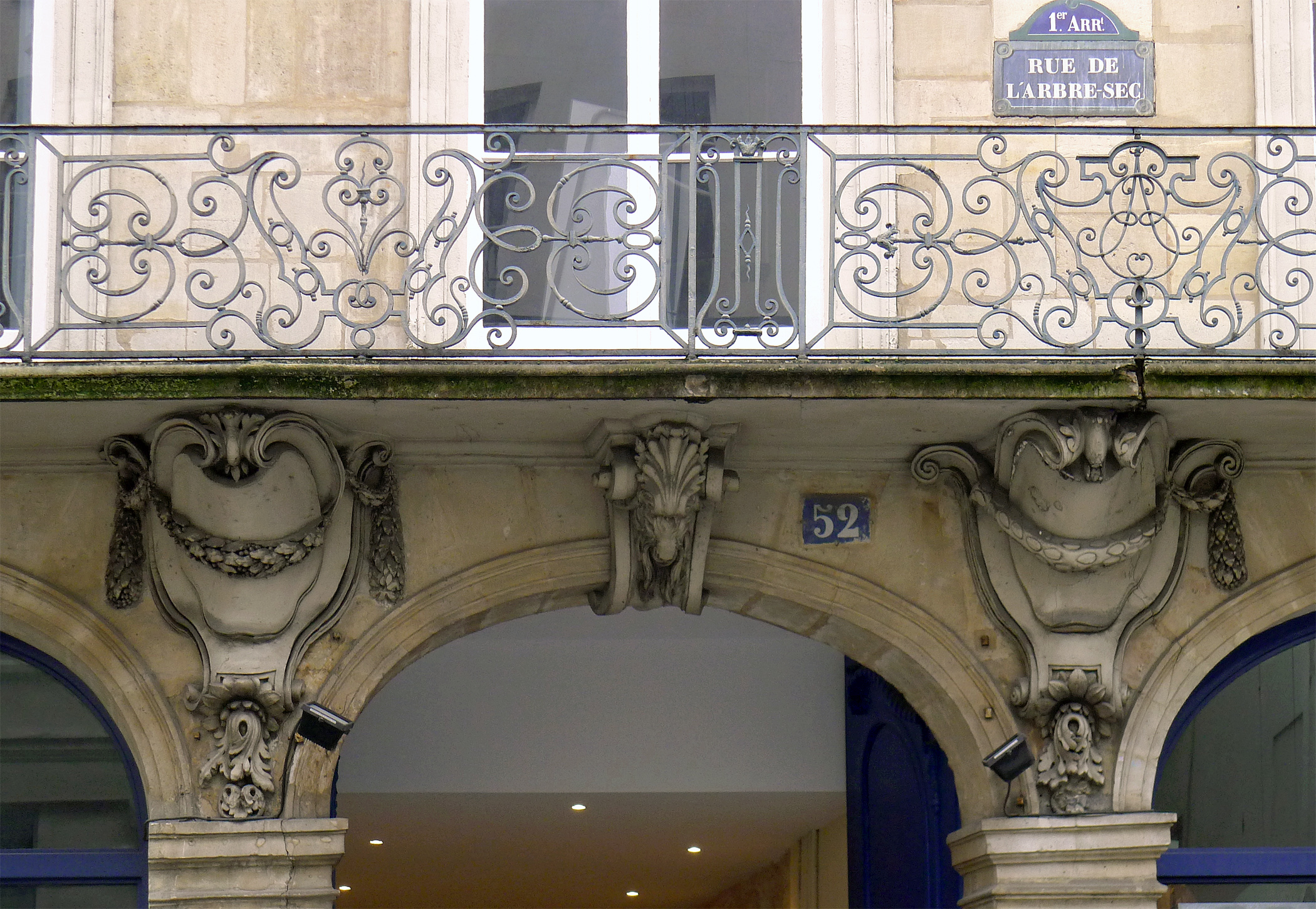
Détail de la façade du no 52.
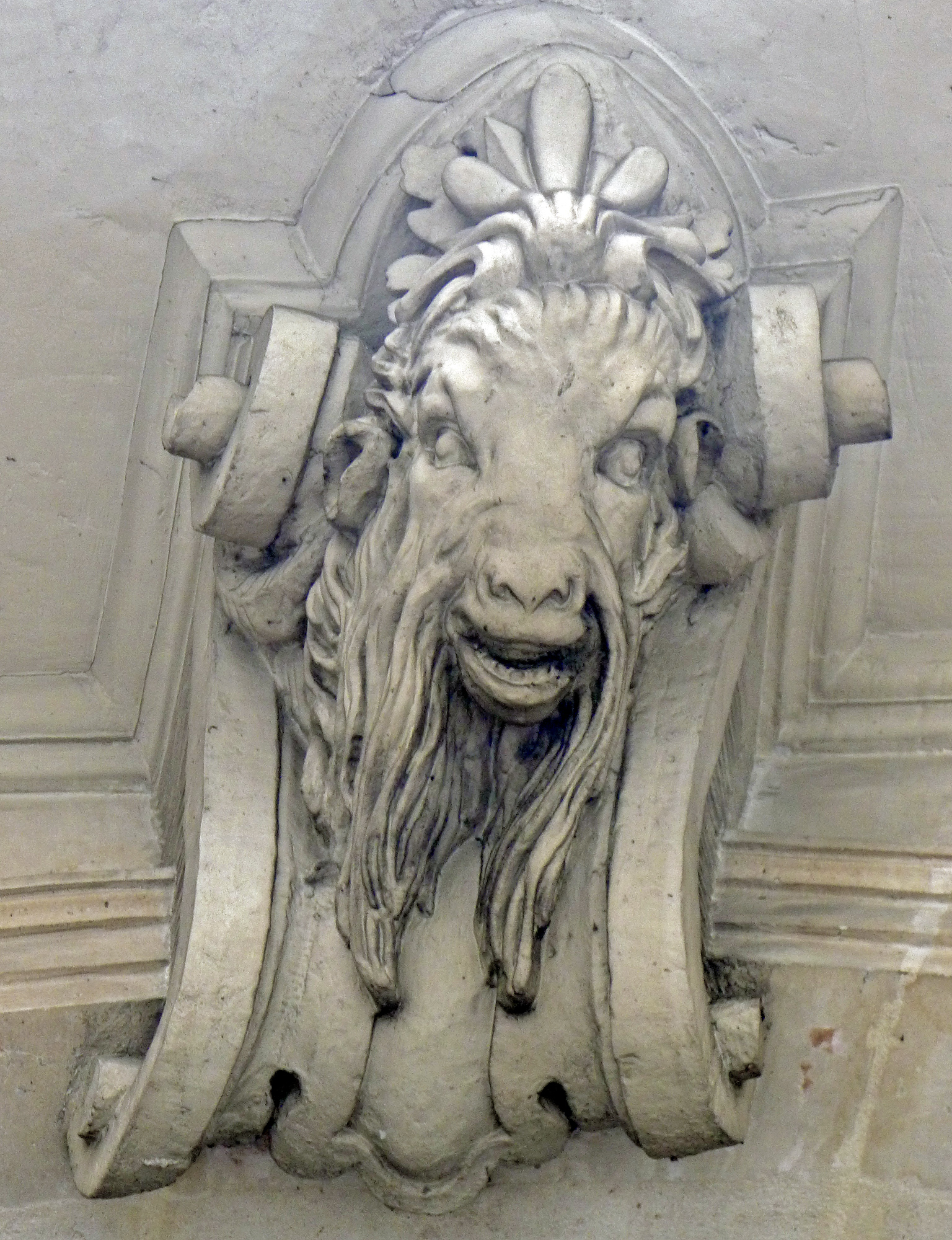
Mascaron sur la façade du no 52.
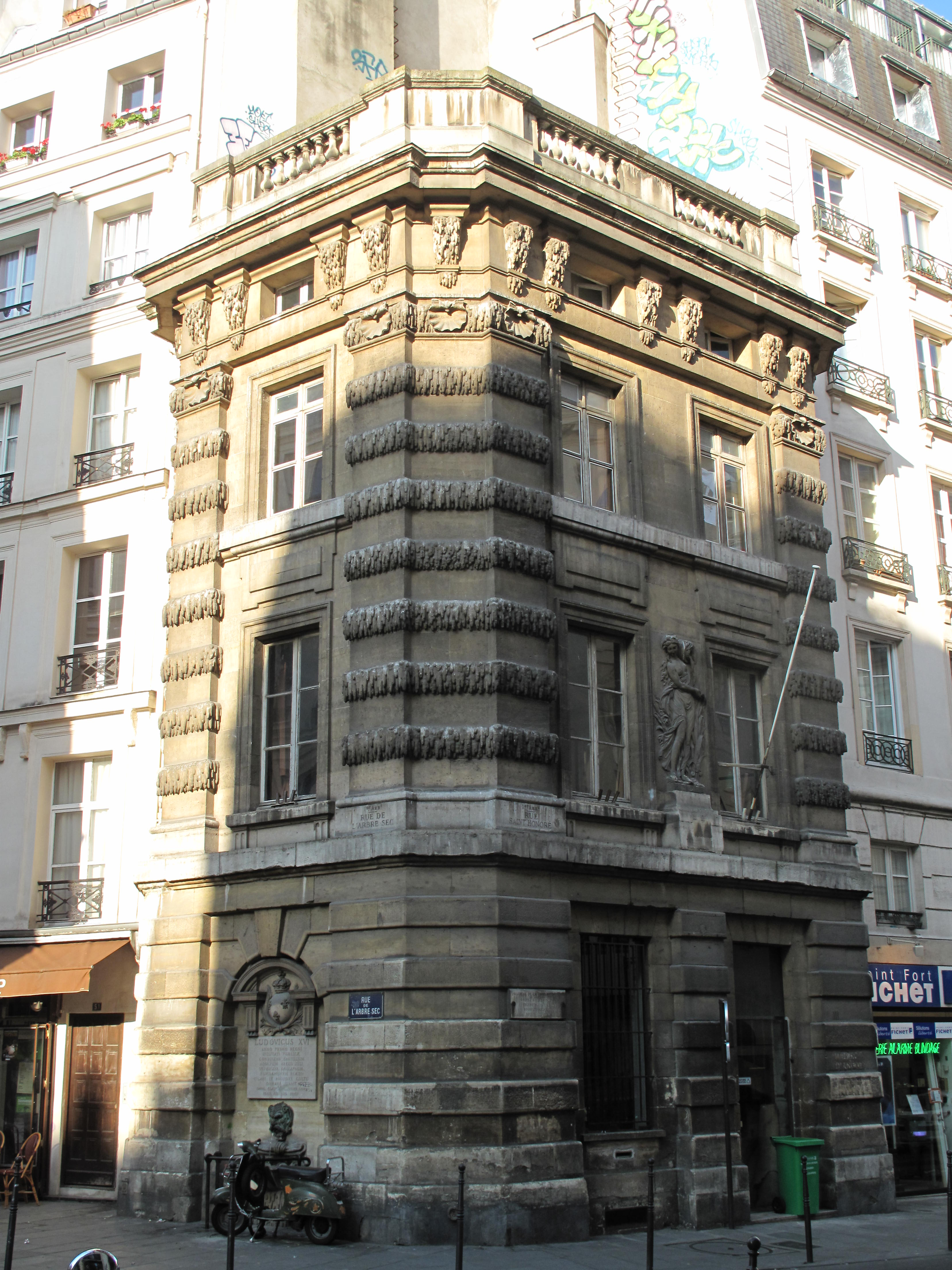
Fontaine de la Croix-du-Trahoir au no 111.
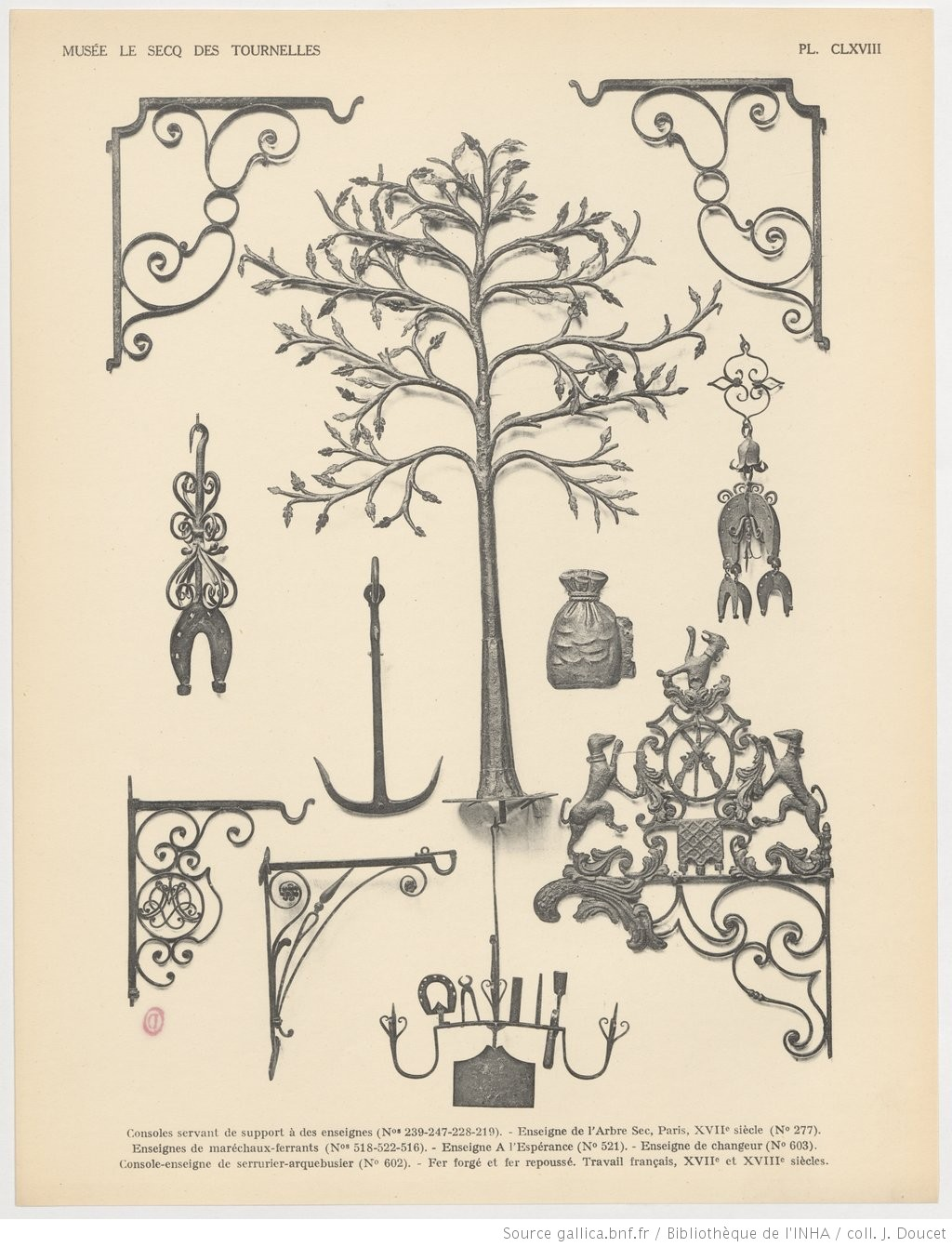
Enseigne de l'Arbre-Sec, datant du XVIe siècle ou XVIIe siècle.

### Emplacements non localisés
- Le compositeur, chantre et luthiste Pierre Guédron (1565-1620) loue un corps d’hôtel dans cette rue à Nicolas Charbonnel[20].
- L'abbaye de Montmartre possédait dans cette rue quatorze maisons sur lesquelles elle avait  droit de censive, voirie portant lods et ventes, saisine, amendes, qui dépendaient de son fief du Fort-aux-Dames dont l'auditoire et la prison étaient situés dans le cul-de-sac du Fort-aux-Dames rue de la Heaumerie[21].

## Pour approfondir